# Природне збагачення корисних копалин
Природне збагачення корисних копалин (рос. придонное обогащение, англ. benthic enriching,  benthonic enriching; нім. Aufbereitung am Meeresboden) — вилучення з підводного масиву чорнового концентрату, при якому хвости первинного збагачення залишаються у вибої або поблизу нього. П.з. супроводжується скороченням в дек. разів об'єму гірничої маси, що транспортується на судові переробні установки при найменшому впливі робіт на стан довкілля. Цей напрям розвивається при розробці родовищ залізо-манґанових конкрецій. У залежності від фізико-технічних властивостей корисного компонента і вмісних порід використовуються різні технічні засоби П.з. — класифікаційні, гравітаційні, гідромагнітні і ін. типів.